# Яжембя-Лонка
Яжембя-Лонка (пол. Jarzębia Łąka) — село в Польщі, у гміні Тлущ Воломінського повіту Мазовецького воєводства.
Населення — 743 особи (2011).
У 1975-1998 роках село належало до Остроленцького воєводства.

## Демографія
Демографічна структура станом на 31 березня 2011 року:
|          | Загалом | Допрацездатний вік | Працездатний вік | Постпрацездатний вік |
| -------- | ------- | ------------------ | ---------------- | -------------------- |
| Чоловіки | 371     | 87                 | 257              | 27                   |
| Жінки    | 372     | 85                 | 216              | 71                   |
| Разом    | 743     | 172                | 473              | 98                   |